# 守田憲史
守田 憲史（もりた けんし、1959年〈昭和34年〉5月12日 - ）は、日本の政治家、司法書士。元熊本県宇城市長（3期）。元熊本県議会議員（3期）。

## 来歴
熊本県下益城郡小川町（現・宇城市）出身。熊本県立熊本高等学校卒業。1983年、中央大学法学部卒業。
2003年、熊本県議会議員選挙に無所属で立候補し初当選。2007年の県議選では自民党公認で立候補し再選。2011年、3選。
2013年2月3日に行われた宇城市長選挙に自民党・公明党推薦で立候補し、現職の篠崎鉄男を破り初当選。
2017年2月5日投開票の同選挙で元法律事務所職員の村上真由子を破り再選。
2021年2月7日投開票の同選挙に自民党・公明党の推薦を受けて立候補し、元市議の原田祐作を破り3選。